# Jezioro Łąckie Małe
Jezioro Łąckie Małe – jezioro w woj. mazowieckim, w powiecie płockim, w gminie Łąck, leżące na terenie Kotliny Płockiej, w pobliżu miejscowości Łąck.

## Charakterystyka
Jest to zbiornik rynnowy. Z uwagi na małą głębokość jest to zbiornik polimiktyczny. Jego powierzchnia wchodzi w skład rezerwatu przyrody Dąbrowa Łącka (M.P. z 1990 r. nr 31, poz. 248).
Brzeg zarośnięty trzciną i mulisty, trudno dostępny, z trzech stron otoczone lasami. Zajmuje część zatorfionej misy pojeziornej i jest królestwem ptactwa wodnego. Od północy poprzez strugę łączy się z jeziorem Łąckim Dużym, na przesmyku dąb, pomnik przyrody o obwodzie ok. 430 cm.

## Morfometria
Według danych Instytutu Meteorologii i Gospodarki Wodnej powierzchnia zwierciadła wody jeziora wynosi 24,8 ha. Średnia głębokość zbiornika wodnego to 1,3 m, a maksymalna – 2,5 m. Objętość jeziora wynosi 322,4 tys. m³. Maksymalna długość jeziora to 850 m, a szerokość 580 m. Długość linii brzegowej wynosi 2200 m. Lustro wody znajduje się na wysokości 78,5 m n.p.m.